# Toonami
Toonami este un bloc de seriale difuzat pe Cartoon Network între anii 1997 și 2008. Acum se difuzează pe Adult Swim la 26 mai 2012.

## În România
În România, Cartoon Network a început să difuzeze blocul Toonami pe data de 4 noiembrie 2002. În acest program erau difuzate desene de acțiune. Blocul Toonami a fost scos din grilă la 3 septembrie 2006. În 2012, blocul Toonami a revenit în SUA, însă nu și în România.

## Seriale difuzate
- Aventurile reale ale lui Jonny Quest
- Battle B-Daman
- Batman din Viitor
- Ben 10
- Chris Colorado
- Cubix
- Confruntarea Xiaolin
- Dragon Ball
- Dragon Ball Z
- Dragon Ball GT
- IGPX
- Liga Dreptății
- Liga Dreptății fără limite
- He-Man și maeștrii universului
- Maeștrii Duelului
- Megas XLR
- Mobile Suit Gundam
- Mobile Suit Gundam Wing
- One Piece (4Kids)
- Ozzy și Drix
- Pokémon
- Samurai Jack
- Tinerii Titani
- Transformers Cybertron
- Transformers Energon
- X-Men: Evoluția
- Yu-Gi-Oh!
- Yu-Gi-Oh! GX